# Лі Гван Йон
Лі Гван Йон (кор. 이광연, нар. 11 вересня 1999) — південнокорейський футболіст, воротар клубу «Канвон».

## Клубна кар'єра
Народився 11 вересня 1999 року. Вихованець клубу «Канвон».

## Виступи за збірні
У складі збірної Південної Кореї до 19 років взяв участь в юнацькому (U-19) кубку Азії 2018 року. На турнірі він зіграв у 5 матчах і допоміг своїй команді стати фіналістом турніру. Цей результат дозволив команді до 20 років кваліфікуватись на молодіжний чемпіонат світу 2019 року у Польщі, куди поїхав і Лі. Там воротар теж був основним гравцем і зіграв у всіх семи матчах, ставши фіналістом турніру.